# Rektorat samodzielny św. Michała Archanioła w Przemyślu
Rektorat samodzielny św. Michała Archanioła w Przemyślu – samodzielny rektorat rzymskokatolicki należący do dekanatu Przemyśl I w archidiecezji przemyskiej. Powstał 16 września 1986 roku. 